# Peter Baynham
Peter Baynham (* 28. Juni 1963 in Cardiff) ist ein walisischer Drehbuchautor, Schauspieler und Produzent.

## Leben
Baynham tritt seit 1994 vor allem in Fernsehproduktionen als Schauspieler in Erscheinung. Seit Ende der 1980er Jahre ist er als Drehbuchautor für Film und Fernsehen tätig. Als Produzent ist er seit 2002 vor allem an Kinofilmen beteiligt.
Bevor er im Bereich der Comedy beruflich aktiv wurde, arbeitete Banyham mehrere Jahre in der Handelsmarine. Dann tourte er mit der von ihm geschaffenen Figur Mr. Buckstead und schrieb für BBC Radio 4 die Sendung Week Ending. Hierüber lernte er Stewart Lee, Richard Herring and Armando Iannucci kennen, woraus sich seit den frühen 1990er Jahren weitere Produktionen und Kooperationen ergaben.
Baynham war bei der Oscarverleihung 2007 für das Drehbuch zu Borat – Kulturelle Lernung von Amerika, um Benefiz für glorreiche Nation von Kasachstan zu machen gemeinsam mit Sacha Baron Cohen, Anthony Hines, Dan Mazer und Todd Phillips für den Oscar in der Kategorie Bestes adaptiertes Drehbuch nominiert. Für die Fortsetzung Borat Anschluss Moviefilm folgte 2021 eine weitere Oscar-Nominierung.
2006 erhielt er bei den British Comedy Awards den Ronnie-Barker-Preis.

## Filmografie (Auswahl)
Drehbuch
- 2006: Borat – Kulturelle Lernung von Amerika, um Benefiz für glorreiche Nation von Kasachstan zu machen (Borat: Cultural Learnings of America for Make Benefit Glorious Nation of Kazakhstan)
- 2011: Arthur
- 2011: Arthur Weihnachtsmann (Arthur Christmas)
- 2012: Hotel Transsilvanien (Hotel Transylvania)
- 2016: Der Spion und sein Bruder (Grimsby)
- 2020: Borat Anschluss Moviefilm (Borat Subsequent Moviefilm)
- 2021: Ron läuft schief (Ron’s Gone Wrong)